# Marcos Falcón Briceño

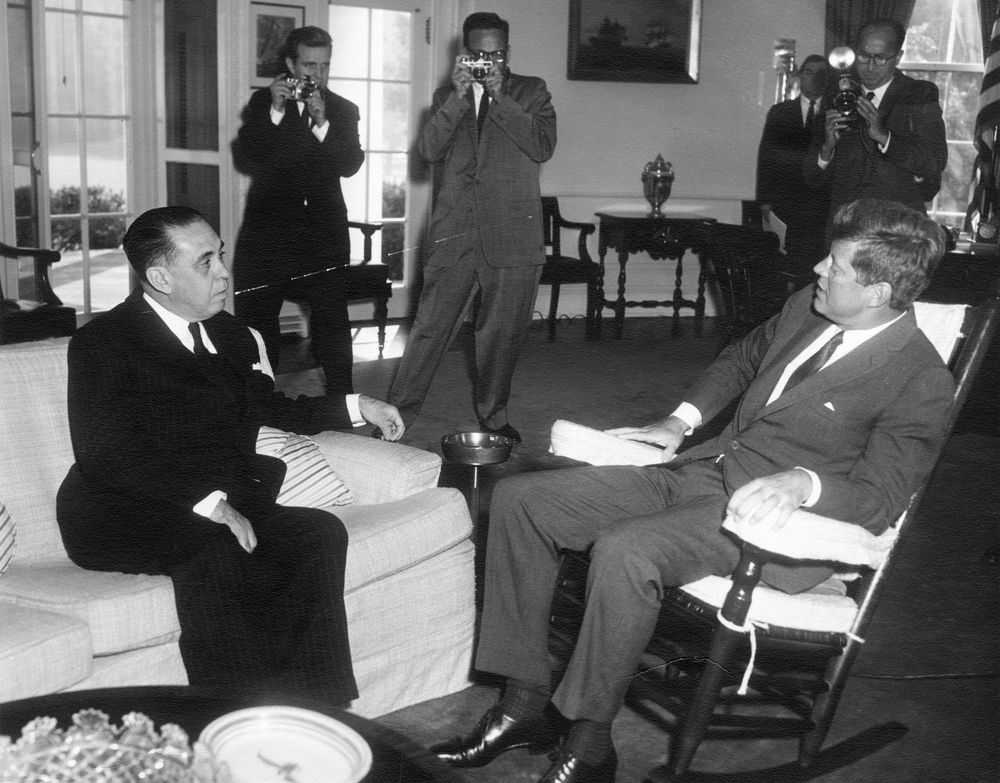

Marcos Falcón Briceño (* 4. April 1907 in Barcelona, Anzoátegui; † 22. April 1998 in Caracas) war ein venezolanischer Diplomat und Politiker, der unter anderem zwischen 1960 und 1964 Außenminister war.

## Leben
Falcón Briceño war als Diplomat tätig und wurde am 11. August 1958 als Nachfolger von Héctor José Santaella Guerra von Präsident Wolfgang Larrazábal zum Botschafter in den Vereinigten Staaten ernannt und verblieb dort bis 1960.
Am 25. Oktober 1960 übernahm er als Nachfolger von Ignacio Luis Arcaya das Amt des Außenministers in der Regierung von Präsident Rómulo Betancourt. Er verblieb in diesem Ministeramt bis zum Ende von Betancourts Amtszeit am 11. März 1964 und wurde dann von Ignacio Iribarren Borges abgelöst, der Außenminister in der Regierung von Präsident Raúl Leoni wurde.
Während seiner Amtszeit befand er sich am 11. Oktober 1961 zu einem Arbeitsbesuch in den USA, wo er mit US-Präsident John F. Kennedy zusammentraf.
Als Außenminister hielt er am 12. November 1962 eine Rede vor der Generalversammlung der Vereinten Nationen, in der erklärte, dass Venezuela die am 3. Oktober 1899 als Schiedsspruch von Paris bekannte Schlichtung von Grenzstreitigkeiten zwischen Venezuela, damals vertreten durch die USA, und dem Vereinigten Königreich als Eigentümerin der Kolonie Britisch-Guayana für null und nichtig hält. In dem Schlichtungsverfahren, das sich auf einen am 2. Februar 1897 in Washington, D.C. zwischen den USA und Großbritannien geschlossenen Schiedsvertrag begründete, ging es um die Lösung langjähriger Grenzstreitigkeiten in den Gebieten Essequibo und Guayana Esequiba.
Am 12. November 1962 macht die Außenminister von Venezuela, Dr. Marcos Falcon Briceno, einen Vortrag auf besondere politische Ausschuss der (UN), um den Schiedsspruch behauptet Kompromiss kündigen und Laster der Unterstützung der Nichtigkeit der Beute. In seinem Vortrag betonte, dass Venezuela als null und nichtig (nicht vorhandenen) den Schiedsspruch, weil von dem, was im internationalen Rechts mit der Bezeichnung wirkt gegen Treu und Glauben von der britischen Regierung und Mitglieder des Gerichts aufgetreten.
Nach seinem Ausscheiden aus der Regierung wurde er wiederum am 22. Juni 1964 als Nachfolger von Ignacio Iribarren Borges zum Botschafter im Vereinigten Königreich ernannt und bekleidete diesen Posten bis zu seiner Ablösung durch Héctor Santaella am 17. Juni 1965.